# Mangyšlak
Mangyšlak (kazašsky Маңғыстау түбегі, rusky Мангистау) je poloostrov a pohoří na východním pobřeží Kaspického moře na západě Kazachstánu. Starší zeměpisný název Мангышла́к byl užívaný v předrevolučním Rusku i v Sovětském svazu do roku 1990, od roku 1990 byl nahrazen kazašským názvem Mangystau (Маңғыстау).